# Anita Carter
Ina Anita Carter (* 31. März 1933 in Maces Springs, Virginia; † 29. Juli 1999 in Goodlettsville, Tennessee) war eine US-amerikanische Country- und Folk-Sängerin.
Anita war die jüngste Tochter von Maybelle Carter. Gemeinsam mit ihren beiden Schwestern June und Helen nahm sie bereits als Kind an Auftritten der Carter Family teil. Nachdem sich die ursprüngliche Carter Family 1943 aufgelöst hatte, machte Maybelle mit ihren Töchtern unter dem Namen Mother Maybelle and the Carter Sisters weiter. Später traten June, Helen und Anita alleine als Carter Family auf, oft im Rahmen der Johnny Cash Show. 
Neben ihrem Mitwirken bei der Carter Family verfolgte sie auch eine Solo-Karriere. Als Duett-Partnerin von Hank Snow hatte sie in den 1950er Jahren einige Erfolge. 1968 gelang ihr gemeinsam mit Waylon Jennings mit I Got You ein Top-Ten-Hit. 1998, wenige Monate vor ihrem Tod, erschien noch eine Aufnahme der Carter Family auf dem Soundtrack-Album zum Film The Apostle, Waitin’ On The Far Side Banks Of Jordan. 
Anita Carter starb im Juli 1999 im Alter von 66 Jahren nach langer schwerer Krankheit.